# Franz Unikower
Franz Siegbert Unikower (* 11. Mai 1901 in Breslau; † 29. September 1997 in Langen (Hessen)) war ein deutscher Jurist. Er war Rechtsanwalt, Oberlandesgerichtspräsident, Mitbegründer der Jüdischen Landesgemeinde Mecklenburg, Justitiar des Landesverbandes der Jüdischen Gemeinden in Hessen, Mitglied des Zentralrats der Juden in Deutschland, Vorsitzender der Auschwitz-Gruppe in Hessen und Mitglied der Freiwilligen Selbstkontrolle der Filmwirtschaft.

## Leben
Franz Unikower stammte aus einer Schneiderfamilie. Das Gymnasium beendete er mit dem Notabitur und nahm von Juni bis November 1918 als Landsturmmann am Ersten Weltkrieg teil.
Unikower wurde im Jahr 1919 Sekretär der Jüdischen Arbeiterfürsorge. Er studierte Rechts- und Staatswissenschaft an den Universitäten Berlin und Breslau, bestand das Erste Staatsexamen 1922 in Breslau und wurde dort im Dezember 1922 mit der Dissertation Das Delikt § 327 Str.-Ges.-B. (Seuchengesetz) promoviert. Seine Referendarszeit absolvierte er an den Gerichten in Oels sowie Breslau. Das Zweite Staatsexamen erfolgte 1927 in Berlin.
Im Jahr 1921 wurde er Mitglied der SPD und engagierte sich bei der Vereinigung sozialistischer Juristen, der Sozialistischen Arbeiterjugend sowie Gewerkschaftsorganisationen. Ab 1928 war Unikower als Amts- und Landrichter tätig, von 1929 bis 1933 als Rechtsanwalt.
Nach der Machtergreifung der Nationalsozialisten erhielt er im Jahr 1933 Berufsverbot und bestritt danach u. a. seinen Lebensunterhalt als Hausverwalter und Buchhalter. Nach den Novemberpogromen wurde er am 11. November 1938 inhaftiert, zuerst bis zum 6. Januar 1939 im KZ Buchenwald. Danach arbeitete er als Vertreter und leistete ab 1940 Zwangsarbeit bei der städtischen Müllabfuhr in Breslau. Von Sommer 1941 bis Februar 1943 arbeitete er bei der Fahrzeug und Motorenwerke (FAMO) GmbH in Breslau.
Am 6. März 1943 wurde er in das KZ Auschwitz deportiert und blieb dort mit der Häftlingsnummer 107.132 bis Januar 1945 KZ-Häftling. Zunächst leistete er in Auschwitz-Monowitz Zwangsarbeit auf dem Holzplatz. Im Oktober 1943 wurde er in Auschwitz-Monowitz Häftlingsschreiber der Politischen Abteilung. Nach der Evakuierung des KZ Auschwitz im Januar 1945 kam Unikower am 2. Februar 1945 in das KZ-Außenlager Boelcke-Kaserne und wenige Tage danach in das KZ Mittelbau, wo er wieder Häftlingsschreiber bei der Politischen Abteilung wurde. Mitte April 1945 wurde er in das KZ Ravensbrück überstellt und von dort ins KZ Wöbbelin (Mecklenburg), wo er Anfang Mai 1945 durch US-Truppen befreit wurde.
Bereits im September 1945 wurde er Präsident des Oberlandesgerichts Schwerin. Dieses Amt hatte er bis zum November 1946 inne. Mit der Zwangsvereinigung von KPD und SPD im April 1946 wurde Unikower Mitglied der SED. Von September bis Dezember 1946 leitete er einen Volksrichterlehrgang in Schwerin. Ende 1946 wurde Unikower von der Besatzungsmacht verhaftet, im August 1947 aber rehabilitiert entlassen.
Im Jahr 1947 war Unikower Mitbegründer der das Land Mecklenburg-Vorpommern abdeckenden Jüdischen Landesgemeinde Mecklenburg K.d.ö.R. mit Gemeindehaus in Schwerin und seit 1948 deren Präsident. Von Februar 1948 bis Juli 1952 war Franz Unikower Vorsitzender des Strafsenats am Oberlandesgericht Schwerin und ab September 1952 Oberrichter am Bezirksgericht. Im Februar 1953 erfolgte seine Entlassung aus dem Justizdienst, die eine bis 1956 dauernde Auseinandersetzung mit Staats- und SED-Vertretern nach sich zog. Unikower wurde aufgefordert, öffentlich gegen den „Aggressor Israel“ aufzutreten. Nach seiner Weigerung befürchtete er Repressionen und flüchtete Ende Oktober 1956 nach Westdeutschland. Hier war er wieder Mitglied der SPD.
Franz Unikower arbeitete im Vorstand der Jüdischen Gemeinde in Frankfurt am Main. Er war seit 1958 der Justitiar des Landesverbands Hessen und Mitglied des Zentralrats der Juden in Deutschland. Am 29. Januar 1959 sandte Unikower ein „Verzeichnis vom 4. 9. 1958 betreffend SS-Leute, die in Auschwitz Dienst gemacht hatten“ an Fritz Bauer, die bei den Vorermittlungen im Hinblick auf den ersten Frankfurter Auschwitzprozess eine gewichtige Rolle spielten.
Am 29. Mai 1925 heiratete er in erster Ehe Ilse Gerson. Aus dieser Ehe entstammt eine Tochter Eva (* 15. Oktober 1926). Die Ehe wurde im Jahr 1928 geschieden (Heiratsurkunde v. 16. Mai 1961, Standesamt Dortmund-Ost, Nr. 383/25). Ab 1931 war er mit der Schauspielerin Helene Nowak verheiratet. Die Ehe wurde 1939 geschieden. Im Januar 1942 heiratete er die Krankenschwester Charlotte, geborene Bremer, die als Häftlingsschwester in Auschwitz an Typhus verstarb. Im Februar 1949 heiratete Unikower die verwitwete Landgerichtsrätin Ursula Bauer, geborene Bosselmann, aus Mecklenburg, eine ehemalige Studentin, die an seinen juristischen Vorlesungen teilgenommen hatte.
Franz Unikower lebte in Langen, wo er 1997 starb.

## Ehrungen
- 18. August 1966: Großes Bundesverdienstkreuz
- 1981: Ehrenbrief des Landes Hessen